# Batalla de Vyazma
La batalla de Vyazma ocurrió al inicio de la retirada de Napoleón desde Moscú, el 3 de noviembre de 1812. En este encuentro la retaguardia de la Grande Armée fue derrotada por los rusos comandados por el general Mikhail Andreyevich Miloradovich. Aunque los franceses repelieron el intento de Miloradovich de rodear y destruir el cuerpo de ejército de Louis Nicolas Davout, se retiraron en un estado parcial de desorden debido a las graves pérdidas que causaron los repetidos ataques rusos. El revés de los franceses en Vyazma fue poco decisivo, pero notable debido a su efecto disruptivo en la retirada de la Grande Armée.
- Datos: Q903472
- Multimedia: Battle of Vyazma (1812) / Q903472